# BattleTanx
BattleTanx est un jeu vidéo d'action sorti en 1998 sur Nintendo 64 et Game Boy Color. Le jeu a été développé et édité par 3DO.
Il possède une suite, BattleTanx: Global Assault.

## Accueil
- AllGame : 3/5 (GBC)[1]
- Consoles + : 81 % (N64)[2]
- IGN : 8/10 (N64)[3]